# Constantin Kousnetzoff

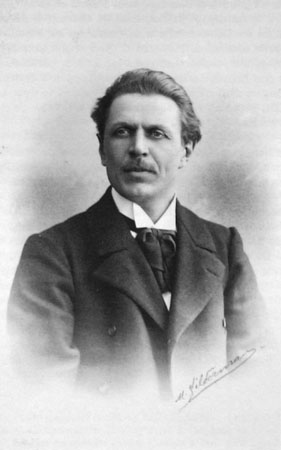
Constantin Kousnetzoff (1900)

Constantin Kousnetzoff (* 10. August 1863 in Schelnino, Russland, als Konstantin Pawlowitsch Kusnezow (russisch: Константин Павлович Кузнецов); † 30. Dezember 1936 in Paris, Frankreich) war ein russischer Maler, der die meiste Zeit seiner Karriere in Frankreich verbrachte. Sein Stil wurde von William Turner und den Impressionisten Claude Monet und Camille Pissarro geprägt. Viele seiner Landschaftsdarstellungen entstanden in der Bretagne.

## Biografie
Konstantin Pawlowitsch Kusnezow wurde 1863 in einer wohlhabenden Familie geboren, deren Handelsunternehmen seine Zentrale in Astrachan hatte. Er wurde zu Hause erzogen. Um 1892 besuchte er die Kunstakademie in Saratow. Hier lernte er Wiktor Borissow-Mussatow kennen, den er 1895 nach Paris begleitete, wo beide in den Studios von Fernand Cormon arbeiteten. 1899 kehrte er zurück und heiratete, ging jedoch 1900 wieder nach Paris. Seine Frau Alexandra studierte an der Académie Julian.
In dieser Zeit unternahm Kousnetzoff (so die französische Schreibweise seines Namens) häufig Reisen in die Bretagne, wo er zahlreiche Küstenszenen anfertigte. Zudem malte er oft zusammen mit Jean Peské in der Gegend von Barbizon.
Seine Bilder wurden in Moskau und Sankt Petersburg ausgestellt, und ab 1905 war er Mitglied der Moskauer Künstlervereinigung. Nach 1927 blieb er dauerhaft in Paris. Im Sommer malte er an den Ufern der Seine, den Rest des Jahres in seinem Atelier. Er entfernte sich vom Impressionismus, sein Stil wurde dunkler und kontrastreicher. In den 1930er Jahren begann er, russische Literatur zu illustrieren.
Kousnetzoff starb 1936 in Paris. Seine Werke sind international in vielen Museen vertreten. Größere Retrospektiven wurden 1937, 1964, 1965 und 1987 in Paris organisiert. 2021 fand eine Ausstellung seiner Werke in der Tretjakow-Galerie in Moskau statt.